# النساء في السينما

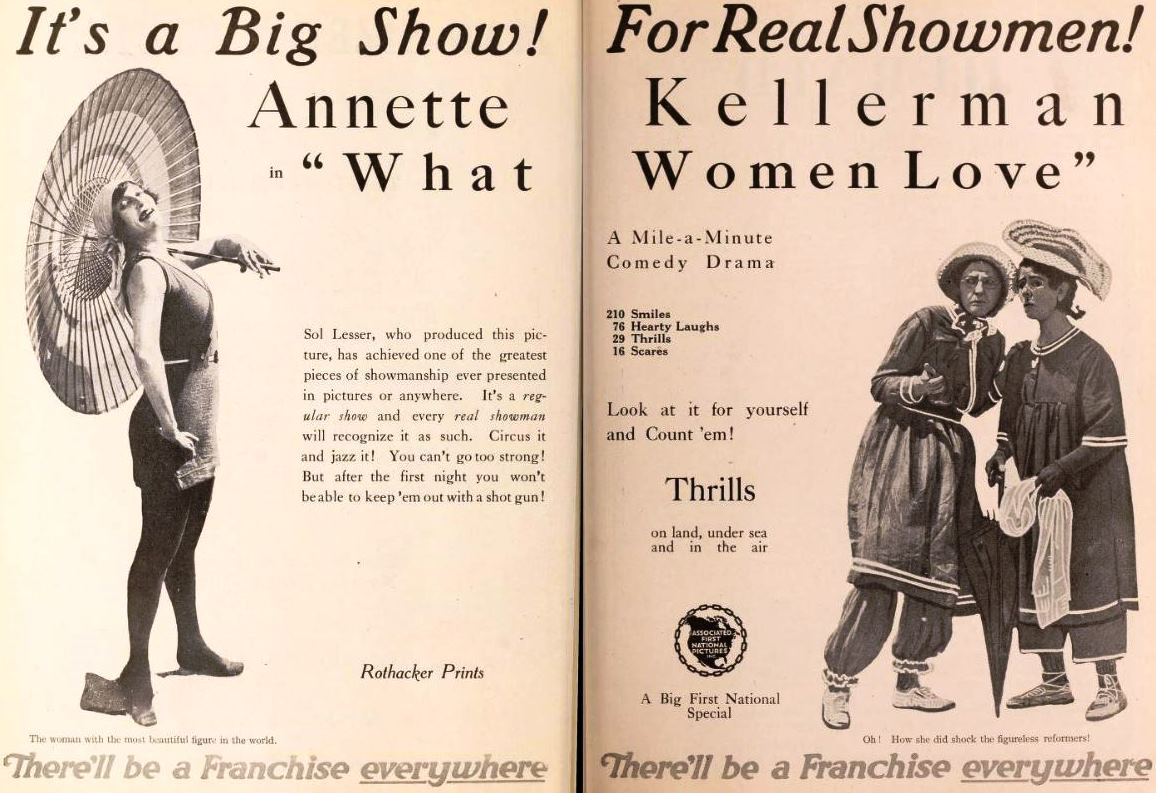

تدرج النساء في صناعة الأفلام في العديد من الأدوار، حيث عملن كمخرجات وممثلات ومصورات ومنتجات وناقدات أفلام، والعديد من المهن الأخرى في صناعة السينما، على الرغم من نقص تمثيلهن في المهن الإبداعية.
وتركز معظم الدراسات الأكاديمية التي تم القيام بها باللغة الإنجليزية والتغطيات الإعلامية على قضية صناعة السينما في الولايات المتحدة الأمريكية (هوليوود)، ومع  ذلك فإنه يوجد عدم مساواة في العديد من البلدان الأخرى. ويعتبر مصطلح «السقف السليلوزي» هو استعارة لتمثيل النساء الناقص في التوظيف في هوليوود، وهو البديل لمصطلح السقف الزجاجي الذي يعبر عن تمثيل المرأة الناقص في العمل.
كانت النساء دائمًا مشاركات في التمثيل السينمائي، ولكن يتم تمثيلهن تمثيلا ناقصًا، وكان متوسط أجورهن أقل بكثير من نظائرهم من الرجال. من ناحية أخرى فكان الرجال يشغلن الأدوار الرئيسية في صناعة السينما على مدار العديد من العقود الماضية، مثل المخرجين والمصورين السينمائيين. أما في الآونة الأخيرة فقد حققت النساء نجاحات وقدمت مساهمات متميزة  في العديد من هذه المجالات.

## قراءة موسعة
- Anderson, Lisa M. Mammies no more: the changing image of Black women on stage and screen. Lanham: Rowman & Littlefield, 1997.
- Benshoff, Harry M. America on film: representing race, class, gender, and sexuality at the movies. Malden, MA: Blackwell Pub., 2004.
- Brunsdon, Charlotte (Ed). Films for women. London: British Film Institute, 1986.
- Butler, Alison. Women's cinema: the contested screen. London: Wallflower, 2002.
- Davies, Jude. Gender, ethnicity and sexuality in contemporary American film. Chicago, Il: Fitzroy Dearborn Publishers, 2000.
- Foster, Gwendolyn Audrey. Women filmmakers of the African and Asian diaspora: decolonizing the gaze, locating subjectivity. Carbondale: Southern Illinois University Press, 1997.
- مولي هاسكيل. From reverence to rape: the treatment of women in the movies. Chicago: University of Chicago Press, 1987.
- Thornham, Sue (Ed). Feminist film theory: a reader. New York: New York University Press, 1999.